# Эуре (коммуна)
Эуре (норв. Aure) — коммуна в губернии Мёре-ог-Ромсдал в Норвегии. Административный центр коммуны — город Эуре. Официальный язык коммуны — нейтральный. Население коммуны на 2004 год составляло 3530 чел. Площадь коммуны Эуре — 644,18 км², код-идентификатор — 1576.

## История населения коммуны
Население коммуны за последние 60 лет.

Статистика коммуны Эуре